# Antioxidáns
Az antioxidáns oxidációgátló (oxidáció inhibitor), tágabb értelemben oxidációt késleltető vagy gátló anyag.
Antioxidáns alatt azonban leggyakrabban az élő szervezetben, illetve a táplálékban található, természetes vagy mesterséges vegyületeket értjük. Ezek az anyagok rendszerint szerves vegyületek, de találhatunk közöttük vegyértékváltásra hajlamos fémeket, valamint fémorganikus komplexeket is.

## Oxidációs folyamatok az élő szervezetben
Az élő sejtek ATP-termelő, azaz energiafelszabadító szervecskéiben, a mitokondriumokban az energiafelszabadító folyamat (oxidatív foszforiláció) során természetes módon keletkeznek peroxid- és szuperoxid gyökök. Ezeket a sejtek a saját antioxidánsaikkal hatástalanítják. Bizonyos helyzetekben (például stressz, betegség) a szabad gyökök száma megnő, és a szervezet nem képes elegendő antioxidánst termelni. Az idős, beteg szervezetben az antioxidánsok hatása, és mennyisége is csökken.

### Természetes antioxidánsok
A szabad gyökök is felelősek a sejtek öregedéséért, többek között fehérjék működésképtelenné tételével, a DNS-lánc károsításával – utóbbi folyamat daganatképződést is okozhat. Mindez ellen a különböző sejtek számos természetes antioxidánst termelnek. Ilyenek például egyes vitaminok:
- aszkorbinsav (C-vitamin)
- retinol (A-vitamin)
- tokoferol (E-vitamin), tokotrienolok
- vitamin jellegű antioxidánsok a flavonoidok is, jelentős hatást tulajdonítanak a szőlő héjában (és ezáltal a minőségi vörösborokban) található rezveratrol nevű vegyületnek
- többszörösen telítetlen vegyületek, a karotinoidok (például béta-karotin /lásd A-vitamin/, likopin)
- a telítetlen zsírsavak (minden folyékony zsírban és olajban), különösen az ún. omega-3 zsírsavak

De lehetnek antioxidáns hatásúak egyes enzimek, és egyéb anyagok is:
- glutation-peroxidáz
- kataláz
- szuperoxid-diszmutáz
- a galluszsav és vegyületei
- természetes antioxidáns hatású a növények által a talajból felvett szelén is.

Preventív antioxidánsok azok az anyagok, melyek nem a gyököket semlegesítik, hanem a képződésükhöz vezető utat vágják el. Ilyen anyagok:
- a transzferrin
- a cöruloplazmin
- a hemopexin
- és a haptoglobulin.

### Mesterséges antioxidánsok a táplálékban
Friss, és lehetőleg természetes körülmények között termett zöldségekben, minimálisan feldolgozott, növényi táplálékokban gazdag étrenddel biztosítani lehet a kívülről szervezetünkbe került antioxidánsok mennyiségét. (Sok más hasznos anyaggal, például vitaminokkal, ásványi anyagokkal együtt.) A nem megfelelő étrend és a modern élelmiszeripar igényli a mesterséges antioxidánsokat (ez utóbbi elsősorban a termékek eltarthatóságát fokozza velük).
A használt antioxidánsok különböző szerkezetű és összetételű vegyületek lehetnek. Különösen hatásosak a legalább két fenol jellegű hidroxilcsoportot (orto- ill. para-) helyzetben tartalmazó vegyületek, valamint az aromás aminok, ill. fémkomponenseik.
Az antioxidánsok hatásmódja különféle lehet: 
- gátolhatja az oxidációt gyorsító katalizátorok működését
- ha önmaga is oxidálódhat, akkor az oxigén megkötésével fejtheti ki védő hatását
- az autooxidációt gátló, oxidációs inhibitor jellegű anyagok (például tokoferolok) hatása azzal magyarázható, hogy az autooxidációban képződő peroxidgyökökkel stabilis végterméket képeznek, miáltal megszakítják a további átalakulással járó láncreakciót.

Az élelmiszerek és a gyógyszerek fontos antioxidánsai a tokoferolok, galluszsav, ill. észterei, valamint igen gyakori adalékanyag az aszkorbinsav is.

## Antioxidánsok az ipar egyéb területein
Oxidációra hajlamosak például az étkezési és ipari zsírok, olajok, műanyagok, a kaucsuk, a gumi, a kozmetikumok egy része, a szappanok, egyes gyógyszerészeti segédanyagok.

### Kozmetikumokban használt antioxidánsok
A kozmetikumoknál használhatják ugyanazokat az anyagokat, mint az élelmiszeriparban, valamit az előzőek mellett a nordihidro-gvajatrétsav, a butil-hidroxi-anizol, illetve a butil-hidroxi-toluol stb. használatosak. Az utóbbiak a gumi oxidációjának megakadályozására is használatosak. A szappanok avasodásának gátlására tioszulfátot, benzoesavat, s az utóbbi időben szerves komplex vegyületeket képző anyagokat használnak. 

### A nehéziparban használt anyagok
Az ásványi olajok ismert antioxidánsai az alkil-fenolok kalcium-, bárium- v. cinksói. 
A műanyagok oxidációját is védik, a polietilénhez például ftálsavat tesznek (PET) a túl gyors öregedés gátlására.